# Helge Bäckander
Helge Bäckander (Jönköping, Suecia, 13 de octubre de 1891-Helsingborg, Suecia, 11 de noviembre de 1958) fue un gimnasta artístico sueco, campeón olímpico en 1920 en el concurso por equipos "sistema sueco".

## Carrera deportiva
En las Olimpiadas celebradas en Amberes (Bélgica) en 1920 consigue el oro en el concurso por equipos "sistema sueco", por delante de los daneses (plata) y belgas (bronce), siendo sus compañeros de equipo los gimnastas: Albert Andersson, Arvid Andersson-Holtman, Fausto Acke, Bengt Bengtsson, Fabian Biörck, Erik Charpentier, Sture Ericsson-Ewréus, Konrad Granström, Helge Gustafsson, Åke Häger, Ture Hedman, Sven Johnson, Sven-Olof Jonsson, Karl Lindahl, Edmund Lindmark, Bengt Mohrberg, Frans Persson, Klas Särner, Curt Sjöberg, Gunnar Söderlindh, John Sörenson, Erik Svensén y Gösta Törner.